# Ernest Obeng
Ernest Obeng (Ernest Ahwireng Obeng; * 8. April 1956) ist ein ehemaliger britischer Sprinter ghanaischer Herkunft.
Bei den Commonwealth Games 1978 in Edmonton wurde er Achter über 100 Meter und mit der ghanaischen Mannschaft Fünfter in der 4-mal-100-Meter-Staffel. Über 200 Meter schied er im Viertelfinale aus.
1979 siegte er bei den Afrikameisterschaften in Dakar über 100 Meter. Beim Weltcup in Montreal wurde er jeweils Fünfter über 100 Meter und mit der afrikanischen 4-mal-100-Meter-Stafette.
1981 gewann er bei der Universiade Bronze über 100 Meter. Beim Weltcup in Rom wurde er über 100 Meter Zweiter und gehörte zur afrikanischen 4-mal-100-Meter-Stafette, die disqualifiziert wurde.
Im Jahr darauf verteidigte er bei den Afrikameisterschaften 1982 in Kairo seinen Titel über 100 Meter. Bei den Commonwealth Games in Brisbane wurde er Sechster mit der ghanaischen 4-mal-100-Meter-Stafette und erreichte über 100 und 200 Meter das Halbfinale.
Bei den Weltmeisterschaften 1983 in Helsinki schied er über 100 Meter im Viertelfinale und mit der ghanaischen Mannschaft im Vorlauf der 4-mal-100-Meter-Staffel aus.
1985 wurde er Englischer Meister über 100 Meter und 1984 sowie 1986 Englischer Hallenmeister über 60 Meter.

## Persönliche Bestzeiten
- 60 m (Halle): 6,62 m, 7. Februar 1987, Budapest
- 100 m: 10,21 m, 11. August 1980, Budapest
- 200 m: 20,99 m, 19. August 1979, Nizza